# Louise Ritter
Louise Dorothy Ritter (Dallas, 18 de fevereiro de 1958) é uma ex-atleta e campeã olímpica norte-americana especializada no salto em altura.
Aos 13 anos chamou a atenção por saltar 1,73 m numa competição infantil local no Texas. Aos 20, foi campeã nacional americana pela primeira vez e aos 21 ganhou sua primeira competição importante a nível internacional, a medalha de ouro nos Jogos Pan-Americanos de 1979, em Porto Rico.
Não competiu em Moscou 1980 por causa do boicote americano aos Jogos, apesar de ter vencido a seletiva americana, e no inaugural Campeonato Mundial de Atletismo em Helsinque 1983, ficou com a medalha de bronze. Em 1984 ganhou novamente a seletiva americana mas conseguiu apenas o oitavo lugar em Los Angeles 1984. No ciclo olímpico seguinte conseguiria apenas mais um oitavo lugar no Mundial de Roma 1987, até seu grande momento na carreira, Seul 1988, e o grande duelo mano-a-mano com a búlgara Stefka Kostadinova, o maior nome desta prova na história dela, campeã europeia, campeã mundial e recordista mundial – até hoje – do salto em altura.

## Seul 1988
Na final dos Jogos Olímpicos de Seul, com a barra em 1,93 m, as doze atletas finalistas estavam reduzidas a sete: duas búlgaras, duas soviéticas, uma romena, uma australiana e Ritter. Quando a barra subiu para 1,95 m sobraram apenas Ritter, Kostadinova e as duas soviéticas, uma delas Tamara Bykova, campeã mundial em Helsinque 1983, onde Ritter tinha conquistado apenas o bronze. Ela então comentou com a australiana  Christine Stanton já eliminada: "Sou eu contra as comunistas".
Bykova conseguiu saltar até a marca de 1,99 e a partir daí o duelo era apenas entre Ritter e Kostadinova. Até então as duas tinham saltado seis vezes e passado de primeira nas seis vezes durante a progressão das alturas; as duas saltaram 2,01 m de primeira e a barra subiu para 2,03 m, uma altura que se ultrapassada seria o novo recorde olímpico. As três falharam nas três tentativas de superá-la e terminaram a disputa empatadas, sendo necessário um salto a mais ou quantos fossem necessários para decidirem o ouro. Kostadinova era a recordista mundial com a marca de 2,09 m e Ritter só havia saltado 2,03 m uma única vez. Foi feito um sorteio de ordem do salto de desempate e Kostadinova deveria ser a primeira; caso as duas superassem a marca ou ambas falhassem, a altura seria mudada para baixo ou para cima de acordo com uma fórmula.
Kostadinova saltou e fez algo que não era comum para ela, falhou de novo, computando quatro tentativas seguidas frustradas de saltar 2,03 m. Ritter então disse a si mesmo que seria sua última chance, pois Kostadinova não erraria novamente. Foi para sua última tentativa, saltou, roçou na barra que se mexeu no apoio, mas não caiu. Ritter era a nova campeã olímpica, a primeira americana a ter o título desde Mildred McDaniel em Melbourne 1956.
Apenas três atletas já haviam saltado mais alto em suas carreiras que Ritter com sua marca olímpica de 2,03 m: a própria Kostadinova, a soviética Bykova (2,05) e a búlgara Ludmilla Andonova (2,07), e ela derrotou as três naquele dia em Seul.